# 安德烈·馬西
安德烈·馬西（義大利語：Andrea Masi；1981年3月30日—）是一位意大利橄欖球運動員。他是意大利國家橄欖球隊的一員，代表意大利參加了2015年橄欖球六國賽。